# Grégory Gendrey
Grégory Grendey (Basse-Terre, 10 luglio 1986) è un calciatore francese, centrocampista del Solidarité.

## Caratteristiche tecniche
È un trequartista, ma può giocare anche come ala destra.

## Carriera

### Club
Comincia a giocare nell'Evolucas. Nell'estate 2009 si trasferisce al Vannes 2. Nel gennaio 2010 passa al Compiègne. Nel gennaio 2011 viene ceduto all'Olympic Charleroi. Nell'estate 2011 viene acquistato dal Paris FC. Nell'estate 2012 viene acquistato dall'Etăr 1924. Tuttavia, nel novembre 2012 rescinde il contratto. Nel febbraio 2013 viene ingaggiato a parametro zero dal Compiègne. Il 18 gennaio 2014 viene ufficialmente ceduto al Jura Sud. Il 7 luglio 2014 si trasferisce al Fréjus St-Raphaël. Nel 2016 viene acquistato dallo Chambly.

### Nazionale
Debutta in Nazionale il 24 settembre 2008, in Guadalupa-Martinica (0-1). Mette a segno la sua prima rete con la maglia della Nazionale tre giorni dopo, in Nuova Caledonia-Guadalupa (0-4), in cui mette a segno la rete del momentaneo 0-3. Ha partecipato, con la Nazionale, alla Gold Cup 2009 e alla Gold Cup 2011. Ha collezionato in totale, con la maglia della Nazionale, 24 presenze e 7 reti.

## Statistiche

### Cronologia presenze e reti in nazionale
Aggiornato al 31 maggio 2023

| Cronologia completa delle presenze e delle reti in nazionale ― Guadalupa | Cronologia completa delle presenze e delle reti in nazionale ― Guadalupa | Cronologia completa delle presenze e delle reti in nazionale ― Guadalupa | Cronologia completa delle presenze e delle reti in nazionale ― Guadalupa | Cronologia completa delle presenze e delle reti in nazionale ― Guadalupa | Cronologia completa delle presenze e delle reti in nazionale ― Guadalupa | Cronologia completa delle presenze e delle reti in nazionale ― Guadalupa | Cronologia completa delle presenze e delle reti in nazionale ― Guadalupa |
| Data                                                                     | Città                                                                    | In casa                                                                  | Risultato                                                                | Ospiti                                                                   | Competizione                                                             | Reti                                                                     | Note                                                                     |
| ------------------------------------------------------------------------ | ------------------------------------------------------------------------ | ------------------------------------------------------------------------ | ------------------------------------------------------------------------ | ------------------------------------------------------------------------ | ------------------------------------------------------------------------ | ------------------------------------------------------------------------ | ------------------------------------------------------------------------ |
| 24-9-2008                                                                | La Courneuve                                                             | Guadalupa                                                                | 0 – 1                                                                    | Martinica                                                                | Amichevole                                                               | -                                                                        | 57’                                                                      |
| 27-9-2008                                                                | Melun                                                                    | Nuova Caledonia                                                          | 0 – 4                                                                    | Guadalupa                                                                | Amichevole                                                               | 1                                                                        | 29’ 70’                                                                  |
| 11-10-2008                                                               | Les Abymes                                                               | Guadalupa                                                                | 7 – 1                                                                    | Isole Cayman                                                             | Qualificazioni alla Coppa dei Caraibi 2008                               | 1                                                                        | 68’                                                                      |
| 15-10-2008                                                               | Les Abymes                                                               | Guadalupa                                                                | 3 – 1                                                                    | Martinica                                                                | Qualificazioni alla Coppa dei Caraibi 2008                               | -                                                                        | 45’                                                                      |
| 4-12-2008                                                                | Montego Bay                                                              | Guadalupa                                                                | 1 – 2                                                                    | Cuba                                                                     | Coppa dei Caraibi 2008 - Fase a gironi                                   | -                                                                        | 79’                                                                      |
| 6-12-2008                                                                | Trelawny                                                                 | Haiti                                                                    | 2 – 3                                                                    | Guadalupa                                                                | Coppa dei Caraibi 2008 - Fase a gironi                                   | -                                                                        | 65’                                                                      |
| 8-12-2008                                                                | Montego Bay                                                              | Antigua e Barbuda                                                        | 2 – 2                                                                    | Guadalupa                                                                | Coppa dei Caraibi 2008 - Fase a gironi                                   | 1                                                                        | 32’                                                                      |
| 11-12-2008                                                               | Kingston                                                                 | Giamaica                                                                 | 2 – 0                                                                    | Guadalupa                                                                | Coppa dei Caraibi 2008 - Semifinale                                      | -                                                                        |                                                                          |
| 14-12-2008                                                               | Kingston                                                                 | Cuba                                                                     | 0 – 0 (4 - 5 dtr)                                                        | Guadalupa                                                                | Coppa dei Caraibi 2008 - Finale 3º-4º posto                              | -                                                                        |                                                                          |
| 10-7-2009                                                                | Houston                                                                  | Guadalupa                                                                | 2 – 0                                                                    | Nicaragua                                                                | Gold Cup 2009 - Fase a gironi                                            | -                                                                        | 77’                                                                      |
| 13-7-2009                                                                | Phoenix                                                                  | Messico                                                                  | 2 – 0                                                                    | Guadalupa                                                                | Gold Cup 2009 - Fase a gironi                                            | -                                                                        | 76’                                                                      |
| 19-7-2009                                                                | Arlington                                                                | Guadalupa                                                                | 1 – 5                                                                    | Costa Rica                                                               | Gold Cup 2009 - Quarti di finale                                         | -                                                                        | 76’                                                                      |
| 22-10-2010                                                               | Saint George's                                                           | Saint Kitts e Nevis                                                      | 1 – 2                                                                    | Guadalupa                                                                | Qualificazioni alla Coppa dei Caraibi 2010                               | 1                                                                        | 82’ 85’                                                                  |
| 24-10-2010                                                               | Saint George's                                                           | Guadalupa                                                                | 3 – 2                                                                    | Porto Rico                                                               | Qualificazioni alla Coppa dei Caraibi 2010                               | 1                                                                        | 60’                                                                      |
| 26-10-2010                                                               | Saint George's                                                           | Grenada                                                                  | 0 – 3                                                                    | Guadalupa                                                                | Qualificazioni alla Coppa dei Caraibi 2010                               | 1                                                                        |                                                                          |
| 27-11-2010                                                               | Fort-de-France                                                           | Guyana                                                                   | 1 – 1                                                                    | Guadalupa                                                                | Coppa dei Caraibi 2010 - Fase a gironi                                   | -                                                                        | 67’                                                                      |
| 1-12-2010                                                                | Fort-de-France                                                           | Guadalupa                                                                | 1 – 0                                                                    | Antigua e Barbuda                                                        | Coppa dei Caraibi 2010 - Fase a gironi                                   | -                                                                        |                                                                          |
| 3-12-2010                                                                | Fort-de-France                                                           | Cuba                                                                     | 1 – 2                                                                    | Guadalupa                                                                | Coppa dei Caraibi 2010 - Semifinali                                      | 1                                                                        |                                                                          |
| 5-12-2010                                                                | Fort-de-France                                                           | Guadalupa                                                                | 1 – 1 (4 - 5 dtr)                                                        | Giamaica                                                                 | Coppa dei Caraibi 2010 - Finale                                          | -                                                                        |                                                                          |
| 8-6-2011                                                                 | Panama                                                                   | Panama                                                                   | 3 – 2                                                                    | Guadalupa                                                                | Gold Cup 2011 - Fase a gironi                                            | -                                                                        | 47’                                                                      |
| 23-10-2012                                                               | Les Abymes                                                               | Guadalupa                                                                | 0 – 2                                                                    | Rep. Dominicana                                                          | Qualificazioni alla Coppa dei Caraibi 2012                               | -                                                                        | 69’                                                                      |
| 25-10-2012                                                               | Baie-Mahault                                                             | Guadalupa                                                                | 4 – 1                                                                    | Porto Rico                                                               | Qualificazioni alla Coppa dei Caraibi 2012                               | -                                                                        |                                                                          |
| 27-10-2012                                                               | Les Abymes                                                               | Guadalupa                                                                | 3 – 3                                                                    | Martinica                                                                | Qualificazioni alla Coppa dei Caraibi 2012                               | -                                                                        |                                                                          |
| 11-9-2018                                                                | The Valley                                                               | Saint-Martin                                                             | 0 – 3                                                                    | Guadalupa                                                                | CONCACAF Nations League 2019-2020 - Qualificazioni                       | 1                                                                        |                                                                          |
| 3-6-2022                                                                 | Les Abymes                                                               | Guadalupa                                                                | 2 – 1                                                                    | Cuba                                                                     | CONCACAF Nations League 2022-2023 - Fase a gironi                        | 1                                                                        | 45’                                                                      |
| 6-6-2022                                                                 | Basseterre                                                               | Antigua e Barbuda                                                        | 1 – 0                                                                    | Guadalupa                                                                | CONCACAF Nations League 2022-2023 - Fase a gironi                        | -                                                                        | 81’                                                                      |
| 10-6-2022                                                                | Gros Islet                                                               | Barbados                                                                 | 0 – 1                                                                    | Guadalupa                                                                | CONCACAF Nations League 2022-2023 - Fase a gironi                        | -                                                                        | 73’                                                                      |
| 13-6-2022                                                                | Les Abymes                                                               | Guadalupa                                                                | 2 – 1                                                                    | Barbados                                                                 | CONCACAF Nations League 2022-2023 - Fase a gironi                        | -                                                                        | 88’                                                                      |
| 24-3-2023                                                                | Les Abymes                                                               | Guadalupa                                                                | 0 – 1                                                                    | Antigua e Barbuda                                                        | CONCACAF Nations League 2022-2023 - Fase a gironi                        | -                                                                        | 85’                                                                      |
| 26-3-2023                                                                | Santiago di Cuba                                                         | Cuba                                                                     | 1 – 0                                                                    | Guadalupa                                                                | CONCACAF Nations League 2022-2023 - Fase a gironi                        | -                                                                        | 59’                                                                      |
| 10-9-2023                                                                | Petit-Canal                                                              | Guadalupa                                                                | 4 – 0                                                                    | Sint Maarten                                                             | CONCACAF Nations League 2023-2024 - 1º turno                             | -                                                                        | 75’                                                                      |
| Totale                                                                   |                                                                          | Presenze                                                                 | 31                                                                       |                                                                          | Reti                                                                     | 9                                                                        |                                                                          |